# مورتون سباتنیک
مورتون سِـباتنیک (انگلیسی: Morton Subotnick؛ زادهٔ ۱۹۳۳) یک آهنگساز و مدرس موسیقی اهل ایالات متحده آمریکا است.
او دانش‌آموختهٔ دانشگاه دنور و از پایه‌گذاران «مؤسسه هنرهای کالیفرنیا» است که سال‌ها به‌عنوان مدرس در آنجا مشغول به‌کار بود.
آلبوم مشهور او تحت عنوانِ «سیب‌های سیمین ماه»، نخستین آلبوم موسیقی الکترونیک است که توسط یک ناشر موسیقی (نانساچ) برای تهیه و پخش پذیرفته شد.
وی یکی از برندگان کمک‌هزینه گوگنهایم است.